# Asellus Borealis
Asellus Borealis (lat. „nördlicher Esel“) ist der Eigenname des Sterns γ Cancri (Gamma Cancri) im Sternbild Krebs. Er gehört der Spektralklasse A1 an und besitzt eine scheinbare Helligkeit von +4,7 mag. Seine Entfernung beträgt ca. 175 Lichtjahre.
Asellus Borealis kann als ekliptiknaher Stern vom Mond und (sehr selten) von Planeten bedeckt werden.
In der griechischen Mythologie stellen Asellus Borealis und Asellus Australis (südlicher Esel, zweithellster Fixstern im Krebs) die zwei Lasttiere dar, die den Gott Dionysos bei einer seiner Irrfahrten durch Vorderasien über einen Fluss trugen und zum Dank an den Himmel versetzt wurden. Sie stehen dort beidseits des schimmernden Sternhaufens der Krippe (Praesepe oder M44) und tun sich am Futter gütlich.